# Перевал Дятлова (повесть)
«Перева́л Дя́тлова» — повесть Анны Матвеевой о гибели в 1959 году при невыясненных обстоятельствах туристической группы Игоря Дятлова. Впервые опубликована в конце 2000 — начале 2001 года в журнале «Урал»  .

## Сюжет
В повести две сюжетных линии — художественная и документальная. Несколько мистических совпадений заставляют главную героиню, от лица которой ведётся повествование, отказаться от задуманной повести о школе, и она помимо своей воли начинает писать о произошедшей в 1959 году, задолго до её рождения, гибели студенческой туристической группы Уральского политехнического института, которую возглавлял пятикурсник Игорь Дятлов.

## История создания повести
Спустя десять с лишним лет после публикации повести, Анна Матвеева рассказывала о её замысле:
На эту работу меня вдохновил фильм Некрасова [«Тайна Перевала Дятлова»], и она получилась наиболее полная, поскольку я много работала в архивах. При знакомстве с этой темой я испытала сильные чувства и более всего — ощущение несправедливости того, что произошло со студентами. Она заключается не только в том, что погибли молодые люди, но и в завесе секретности: их гибель всячески пытались замолчать, более 40 лет за пределами Свердловской области мало кто знал об этом, родителям долго не выдавали тела погибших детей для похорон…

## Версия гибели группы Дятлова по Матвеевой
Анна Матвеева рассматривает в повести 16 версий гибели тургруппы Дятлова самого различного происхождения и даёт собственную оценку вероятности каждой (от 0 до 70 %), но сама останавливается на своей уточнённой. При этом, пользуясь художественной формой литературного произведения, Матвеева излагает эту версию даже не от лица главной героини или других героев, а посредством неизвестно откуда появившегося текста в компьютере главной героини. По Матвеевой, группа Дятлова погибла от взрыва боеголовки или взрыва ракетного топлива:

Группа находилась под воздействием двух факторов — ударная волна (очевидно, от взрыва), повлекшая тяжкие телесные повреждения у части членов группы (предположительно у тех, кто в момент воздействия СТОЯЛ, тех, кто лежал, только лишь оглушило), и химическое отравление (скорее всего, от азотной кислоты). Таким образом, последующая гибель членов группы была вызвана воздействием не только и не столько низкой температуры окружающей среды, а воздействием химических веществ. Косвенные признаки — необычный цвет кожи, проблемы со зрением и легкими.

Два возможных источника взрыва — боеголовка либо взрыв ракетного топлива. Боеголовка — либо обычная, либо ядерная — взрыв тротиловой оболочки и радиоактивное заражение местности. БЕЗ ЯДЕРНОГО ВЗРЫВА.— Анна Матвеева. Перевал Дятлова

## Критика

### Художественная критика
На журнальную публикацию «Перевала Дятлова» положительно отреагировали литературные критики Алексей Мокроусов (в журнале «Домовой») и Дмитрий Быков (в «Русском журнале»). Быков, который сказал об авторе повести, что «прочие тексты Матвеевой меня не особенно вдохновляют, это действительно хорошая женская городская проза, но не более того», не просто выделил «Перевал Дятлова», но написал, что автор «сделал лучшую вещь в русской литературе 2001 года».

Поначалу меня раздражали подробности личной жизни рассказчицы, история её отношений с мужем, долгие разговоры с подругами — но потом я понял, что Матвеева-то пишет, собственно говоря, не о трагедии на перевале Дятлова. Она пишет о том, как современная женщина эту трагедию переживает, как она учится жить с отчетливым пониманием того простого факта, что есть вопросы неразрешимые, силы иррациональные и преступления ненаказуемые. Как она учится жить за других, которые не дожили, — не мстить за них, а жить за них; как она пытается проникнуть в мир другого.— Дмитрий Быков
Существенным в восприятии Быковым повести было то, что документальный материал о гибели тургруппы он читал впервые:
Дело, во-первых, в том, что эта вещь цепляет по-настоящему: ночи три я почти не спал, уж очень страшно.
Однако и спустя десять лет, в 2011 году, он, уточнив причину успеха Анны Матвеевой, своего мнения о книге в целом не изменил, снова при этом вернувшись к важности в повести документальной основы:

Как ни странно, в этой виртуозной книге — бессознательно‑виртуозной, думается мне, ибо автор был неопытен, — страшней читать не версии, не протоколы вскрытий и уж подавно не рассуждения о возможных мистических причинах катастрофы, а списки имущества, обнаруженного у туристов в рюкзаках. Байковые портянки, блокноты с записями тогдашних туристских песен, стенгазета «Вечерний Отортен», изготовленная в последний вечер… Почему эти будничные, сугубо бытовые вещи производят столь дикое впечатление? Вероятно, потому, что опускают трагедию в быт, доказывая, что происходила она не где-то там, а рядом: студенты из группы Дятлова пели те же песни, что наши родители, учились в тех же свердловских институтах, что и ныне стоят, переименованные… Особая грусть в том, что все они были такие советские, в лучшем смысле, так гордились спутником, так ждали первого выхода человека в космос (и не дождались), — и сейчас были бы, скорей всего, разочарованными, вечно брюзжащими МНСами или преподавателями на пенсии, голосующими за коммунистов. Быт показывает, насколько всё рядом.

### Содержательная критика
Критики документального содержания повести Анны Матвеевой отмечают, что материалы дела, которые она вряд ли сама читала полностью, она и приводит выборочно, делая из этих отдельных материалов не вполне достоверные выводы. При этом самая массированная, поддерживающая книгу интернет-дискуссия была развёрнута на форуме Телевизионного агентства Урала, принадлежащем мужу Анны Матвеевой — Иннокентию В. Шеремету.

Цитаты, которые приводятся из материалов «дела», порой обрываются на месте, не имеющем достаточной информационной значимости, а там, где это необходимо по «сценарию» художественного произведения. Это создает и неверное представление у читателя, и некоторый нездоровый ажиотаж у ангажированных исследователей данного вопроса. Например, у Матвеевой приводится выдержка из заключения патологоанатома, что у участницы группы Дятлова Д. отсутствовал язык. А вот то, что далее было написано, то есть что практически половины мягких тканей лица не было, почему-то напрочь игнорируется. Конечно, наиболее рьяные завсегдатаи форума ТАУ «Загадка Дятловцев», которые приемлют единственную версию — «версию Зачистки», тут же развели обсуждение этой пикантной подробности (отсутствие только языка) почти на 100 страниц форума.

Между тем подобное легко может быть объяснено и тем, что нашли эту участницу уже в мае месяце, в текущем в результате таяния ручье, когда и просыпаются от спячки всевозможные мелкие грызуны и насекомые, да и вода тоже может оказывать сильное разрушающее действие на омертвевшие ткани.— Версия анализа происшествия с группой И. Дятлова

## Несостоявшаяся экранизация
В 2006 году Анна Матвеева продала права на экранизацию повести «Перевал Дятлова» Свердловской киностудии. Сценарий кинотриллера с рабочим названием «Перевал», с полным сохранением фабулы книги, написали Александр Архипов и Ярослава Пулинович. Режиссёром фильма должна была стать Марина Калтмина. Фильм в итоге так и не был снят.

## Литературные премии
- 2001 — Финалист премии имени Ивана Петровича Белкина.
- 2002 — Лонг-лист премии «Национальный бестселлер».